# Церква Святого Миколая (Демре)
Церква Святого Миколая — давня Католицька церква-базиліка в стародавньому місті Міра, сьогодні музей, розташований у сучасному Демре(провінція Анталія, Туреччина). Храм був побудований над місцем поховання Святого Миколая, християнського єпископа Міри IV століття, важливої релігійної фігури для східних православних християн і римо-католиків, який згодом став історичним натхненням для створення Санта-Клауса. Використання храму датується його будівництвом у VI столітті Юстиніаном Великим для державної церкви Римської імперії.

## Історія
Церква була побудована в 520 р. н. е. на фундаменті ще старішої християнської церкви, де святий Миколай був єпископом. Юстиніан I взяв участь у реконструкції. З часом церкву затопило та засипало мулом. У 1862 році храм був відновлений російським імператором Миколою I, який додав вежу та вніс інші зміни у візантійську архітектуру. Церква продовжувала функціонувати до остаточного залишення Східною Православною Церквою в 1923 році, коли решта греків Демре була змушена покинути місто через обмін населенням між Грецією та Туреччиною. Церква Святого Миколая відома своїми чудовими настінними фресками, а також своїм архітектурним і релігійним значенням.

## Археологічні розкопки
Археологічні розкопки в церкві розпочалися в 1988 році під керівництвом професора С. Йилдиза Отюкена з університету Хаджеттепе, Анкара, Туреччина. Під час розкопок було виявлено частину північної частини монастирського комплексу, а також невеликі каплиці навколо нави, одна з яких, зокрема, містить яскраві фрески, які детально описують життя та чудеса святого. Окрім того було знайдено осквернений саркофаг, який вважається оригінальним місце поховання Святого Миколая, звідки його останки були примусово перенесені до Барі в 1087 році.

## Літургія
Православна літургія в храмі періодично відбувається 6 грудня.